# Bottegos Spitzmaus
Bottegos Spitzmaus (Crocidura bottegi) ist eine wenig erforschte afrikanische Spitzmausart aus der Gattung der Weißzahnspitzmäuse (Crocidura). Der Artname bezieht sich auf den italienischen Afrikaforscher Vittorio Bottego.

## Merkmale
Größenangaben liegen nur von wenigen Exemplaren vor. Zwei Exemplare haben Gesamtlängen von 46 beziehungsweise 51 mm, eine Schwanzlänge von 29 beziehungsweise 30 mm, Hinterfußlängen von je 9 mm, ein Exemplar hat eine Ohrenlänge von 7 mm und ein Exemplar ein Gewicht von 4 g. Zwei Exemplare habe eine Schädellänge von 14,9 beziehungsweise 15,2 mm sowie eine Schädelbreite von 6,5 beziehungsweise 7,2 mm. Bei drei Exemplaren beträgt die gesamte Länge der oberen Zahnreihe vom ersten Schneidezahn bis zum dritten Mahlzahn 6,1 bis 6,2 mm. Das Rückenfell ist reich schokoladenbraun mit einer rostbraunen Tönung. Das Bauchfell ist etwas heller. Die Ohren sind dunkelbraun. Die Vorder- und Hintergliedmaßen sind braun behaart. Die Krallen sind kurz. Der mittellange Schwanz macht ungefähr 60 Prozent der Gesamtlänge aus und ist zu etwa 80 Prozent behaart. Der Schädel hat eine hohe und rundliche Hirnschale. Der Bereich zwischen den Augenhöhlen und an den Backenknochen ist kurz aber breit. Die Vorderzähne sind schwach entwickelt. Der dritte obere Mahlzahn ist ziemlich breit. Der Karyotyp und die Anzahl der Zitzen sind nicht bekannt.

## Verbreitungsgebiet, Lebensraum und Lebensweise

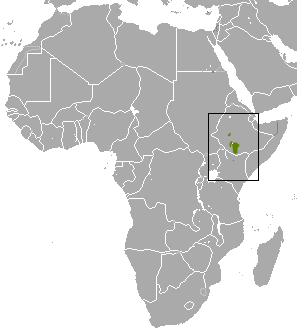
Lebensraum der Bottegos Spitzmaus

Bottegos Spitzmaus ist nur von drei Orten im Hochland von Äthiopien, einschließlich der terra typica nordöstlich des Turkana-Sees zwischen Badditu und Dime und von Marsabit im Norden Kenias bekannt. Exemplare einer ähnlichen Spitzmausart aus Westafrika, die irrtümlich für Bottegos Spitzmäuse gehalten wurden, werden heute der Westafrika-Zwergspitzmaus (Crocidura obscurior) zugeordnet. Über den Lebensraum und die Lebensweise liegen keine detaillierten Informationen vor.

## Status
Die IUCN klassifiziert Bottegos Spitzmaus in die Kategorie „unzureichende Datenlage“ (data deficient). Informationen über den Bestand, die Häufigkeit, die Lebensraumansprüche, das genaue Verbreitungsgebiet und den Grad der Gefährdung sind nicht bekannt.